# Peridiscus lucidus
Peridiscus lucidus là một loài thực vật có hoa trong họ Peridiscaceae. Loài này được Benth. miêu tả khoa học đầu tiên năm 1862.